# 茶節

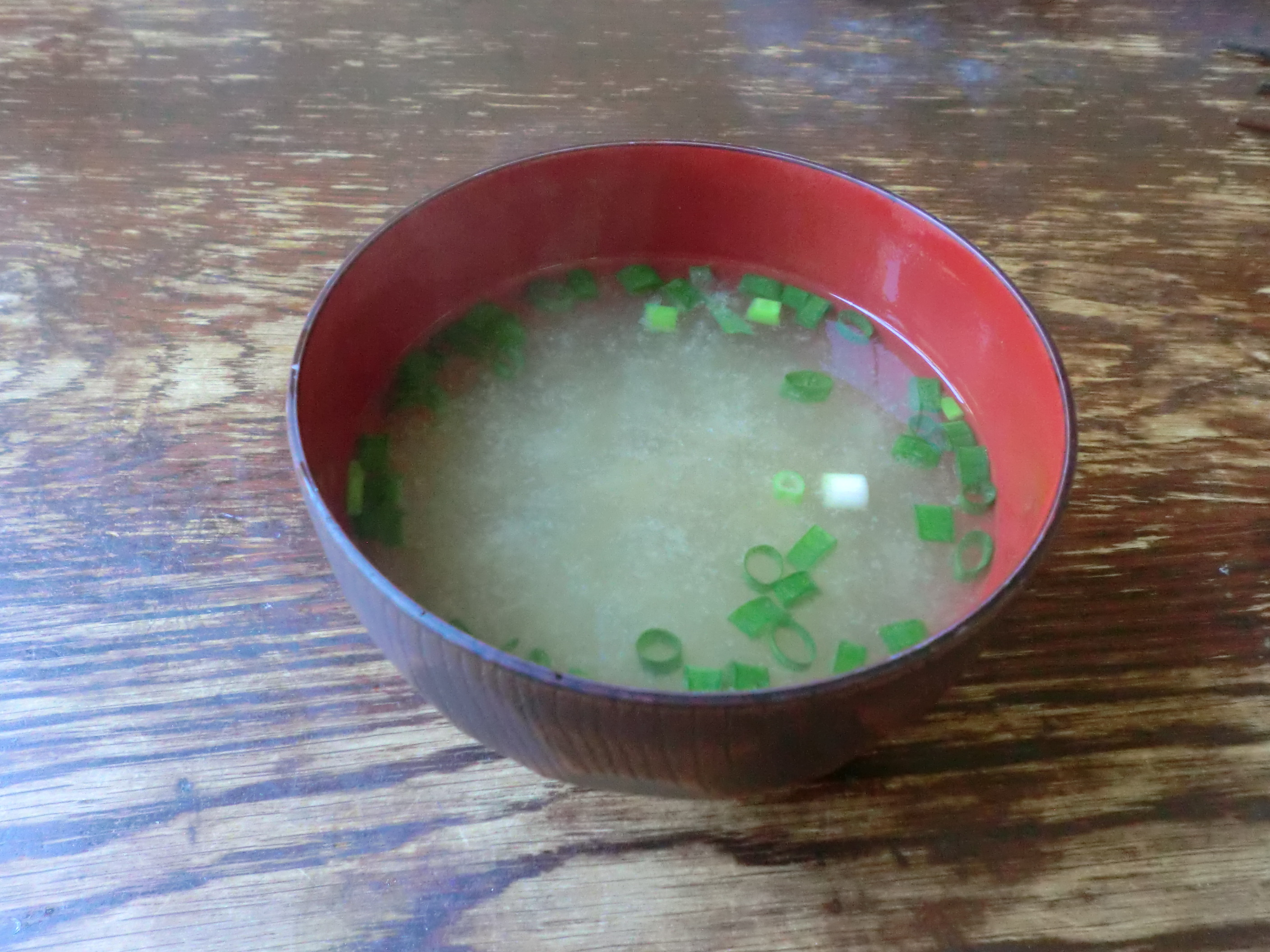
茶節

茶節（ちゃぶし）とは、鹿児島県枕崎市一帯を中心とした薩摩半島南部の郷土料理である。
湯呑みに麦みそと鰹節を入れ、熱い緑茶を注いでよく混ぜただけのシンプルな料理である。好みでネギ、ショウガ、卵などを加える。鰹節は出汁であると共に具でもあるため、汁を飲みながら中の削り節を食べることも多い。1894年、枕崎沖で台風による突風で漁師411名の犠牲者が出る事故があり、この事故で夫を失った女性たちが鰹節を行商する過程で、鹿児島県内に広まった。
地元では、二日酔いや疲労回復に効果があり、風邪にも効くとして愛飲されている。毎年1月の第二日曜日に催される「いぶすき菜の花マラソン」といった、鹿児島県内のイベントでも提供される。